# Kleofas (Strongylis)
Kleofas, imię świeckie Panagiotis Strongylis (ur. 20 sierpnia 1960 w Atenach) – grecki duchowny prawosławny, od 2014 metropolita Szwecji i całej Skandynawii Patriarchatu Konstantynopolitańskiego.

## Życiorys
Święcenia prezbiteratu przyjął w 1992 r. W 2014 r. otrzymał chirotonię biskupią. Od tego czasu jest metropolitą Szwecji i całej Skandynawii.